# Ярва-Мадізе
Я́рва-М́адізе (ест. Järva-Madise küla) — село в Естонії, у волості Ярва повіту Ярвамаа.

## Населення
Чисельність населення на 31 грудня 2011 року становила 75 осіб.

## Географія
Через населений пункт проходить автошлях 15141 (Каалепі — Легтметса).

## Історія
До 21 жовтня 2017 року село входило до складу волості Албу й було її адміністративним центром.